# Audi Q5 Sportback
L'Audi Q5 Sportback (désignation de type interne FYT) est un SUV familial du constructeur automobile allemand Audi. Le véhicule, basé sur l'Audi Q5 de seconde génération, a été présenté au public à l'automne 2020 et mis en vente en mars 2021.

## Historique du modèle
Le 26 septembre 2020, le Q5 Sportback, une variante de carrosserie du Q5 avec un hayon profilé, a été présenté. Il a été lancé au premier semestre 2021. Par rapport au modèle normal, l'accent est mis sur le bénéfice émotionnel pour le client, c'est pourquoi ces modèles peuvent être vendus à un prix plus élevé. Une contribution majeure au développement de cette catégorie de véhicules, celle des soi-disant «SUV coupés», provient de la République populaire de Chine où les clients préfèrent un style de design expressif et dominant pour démontrer leur avancement social individuel.

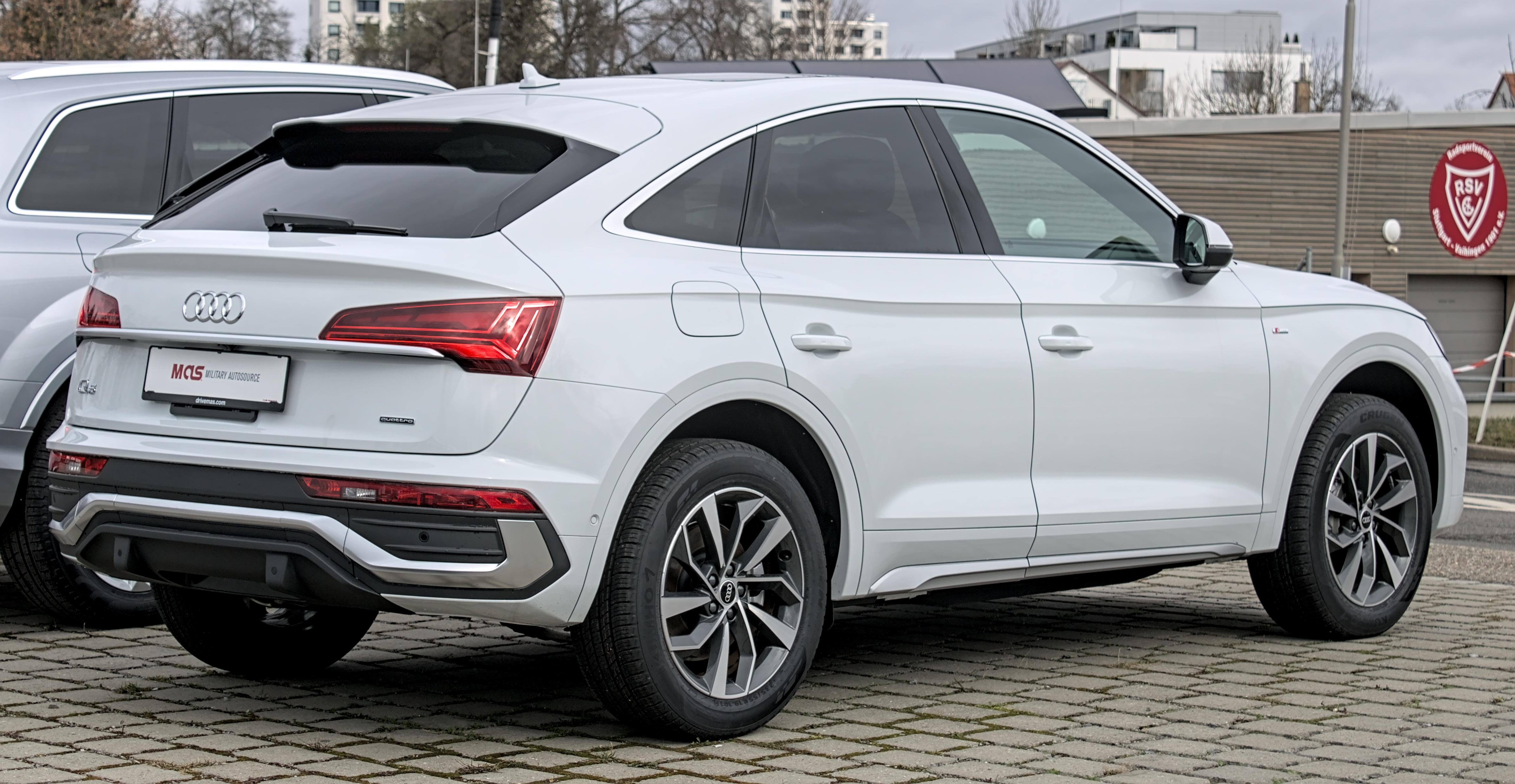
Vue arrière.
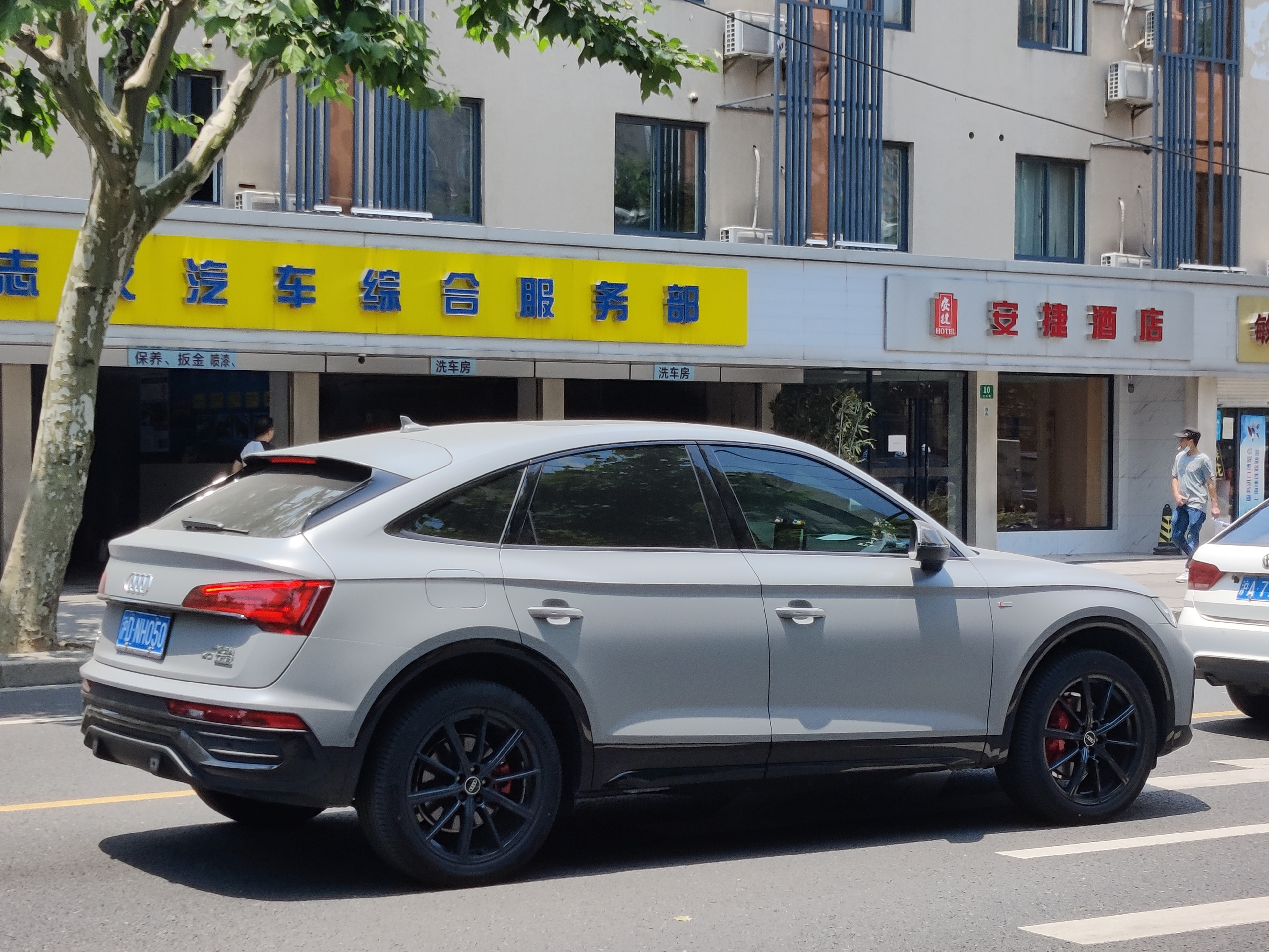
Audi Q5L Sportback (Chine).
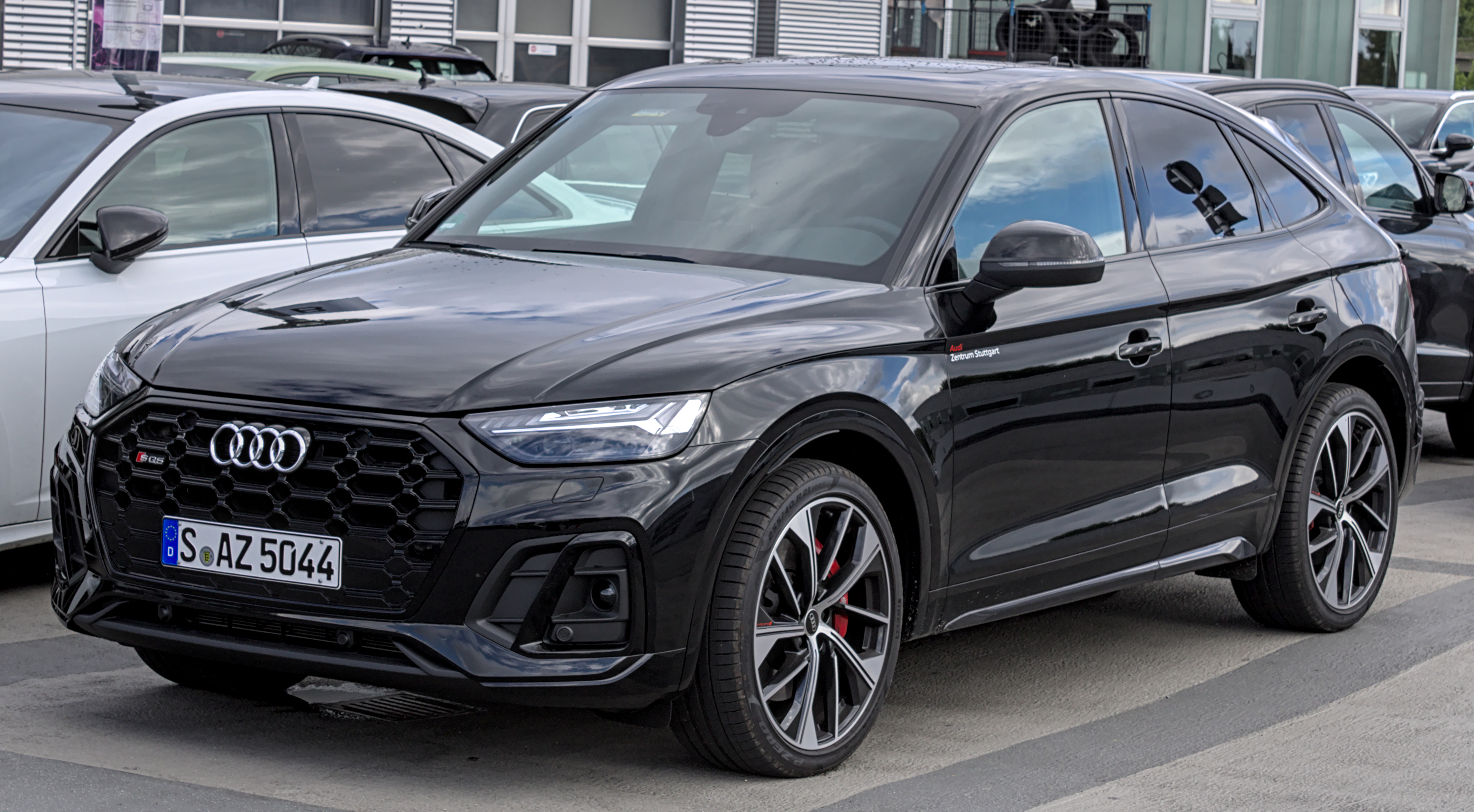
Audi SQ5 Sportback TDI.
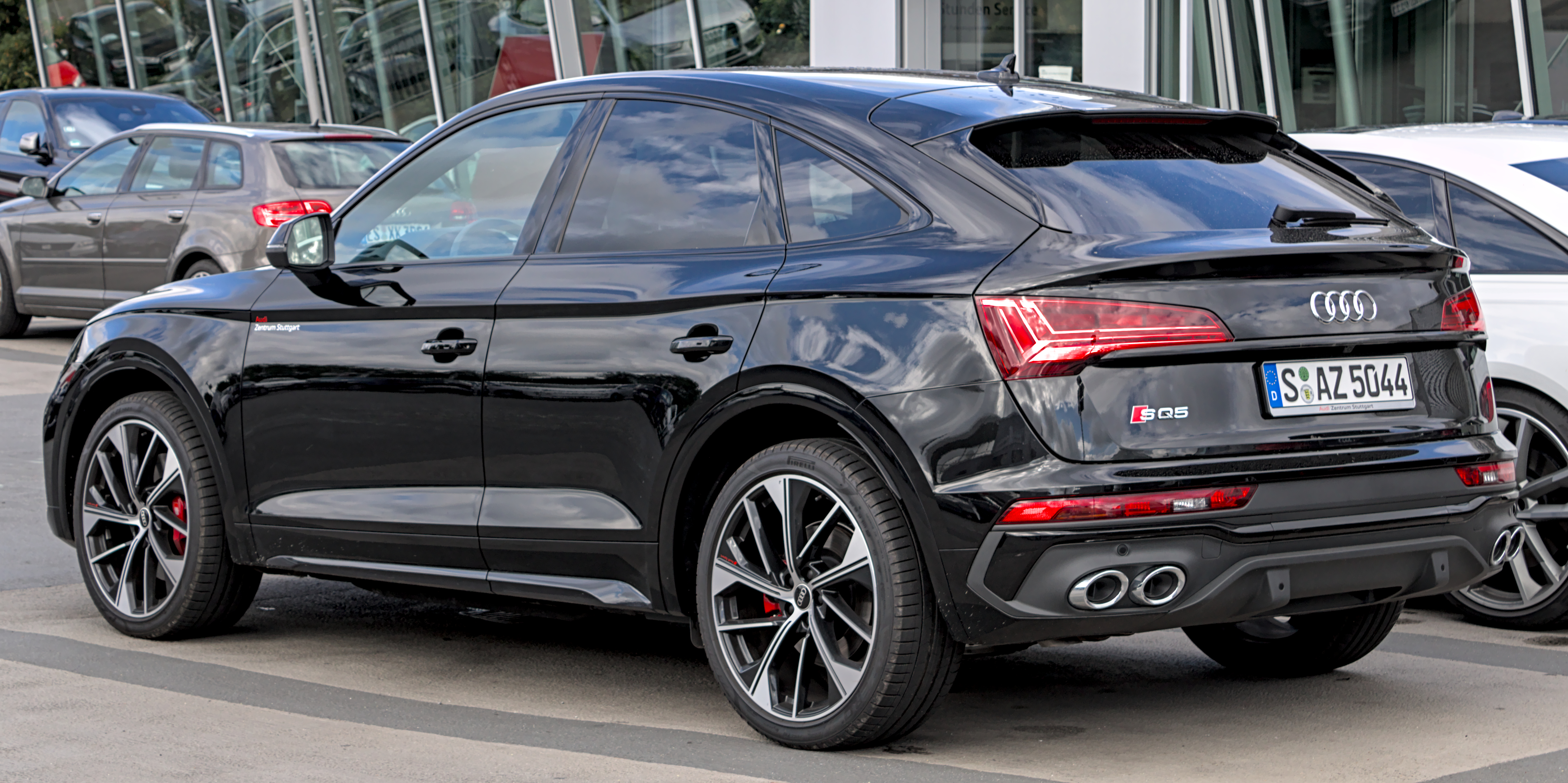
Vue arrière.

## Technologie et fabrication
Comme le Q5, le Q5 Sportback sera fabriqué au Mexique par Audi México S.A. de C.V. à San José Chiapa.